# Banchus ciliatus
Banchus ciliatus är en stekelart som beskrevs av Henry Keith Townes, Jr. 1978. Banchus ciliatus ingår i släktet Banchus och familjen brokparasitsteklar. Inga underarter finns listade.